# Loughor Castle
Loughor Castle är ett slott i Storbritannien.   Det ligger i kommunen Swansea och riksdelen Wales, i den södra delen av landet, 270 km väster om huvudstaden London. Loughor Castle ligger 16 meter över havet.
Terrängen runt Loughor Castle är platt söderut, men norrut är den kuperad. En vik av havet är nära Loughor Castle västerut. Runt Loughor Castle är det tätbefolkat, med 397 invånare per kvadratkilometer. Närmaste större samhälle är Swansea, 10,3 km öster om Loughor Castle. Trakten runt Loughor Castle består i huvudsak av gräsmarker.